# Hans Scrivers
Hans Scrivers (16e eeuw) was een Zuid-Nederlandse glazenier, werkzaam in Antwerpen.

## Biografische aantekeningen
Scrivers was een neef van de Antwerpse glasschilder Digman Meynaert. Van deze oom leerde hij het vak van glaschilderen. Hij assisteerde waarschijnlijk rond 1555 zijn oom bij het maken van de gebrandschilderde glazen voor de Mariakapel in de Oude Kerk in Amsterdam, met afbeeldingen van de annunciatie en de visitatie. In 1559 werd hij in de "Liggeren" van Antwerpen ingeschreven als vrijmeester. Ook na die tijd bleef hij verbonden aan het atelier van zijn oom. Samen met zijn oom maakte hij een van gebrandschilderde glazen in de Goudse Sint-Janskerk. Het is het glas met de voorstelling van de geboorte van Johannes de Doper, naar een ontwerptekening (carton) van Lambert van Noort.